# Puchar Europy w narciarstwie alpejskim 2020/2021
Puchar Europy w narciarstwie alpejskim 2020/2021 – zawody Pucharu Europy w narciarstwie alpejskim w sezonie 2020/2021. Rywalizacja mężczyzn rozpoczęła się 2 grudnia 2020 r. w austriackim Gurgl, zaś kobiet 12 grudnia we włoskim Klausbergu. Ostatnie zawody z tego cyklu zostały rozegrane 21 marca 2021 r. w Reiteralm. 

## Puchar Europy w narciarstwie alpejskim kobiet
Wśród kobiet, Pucharu Europy z sezonu 2019/2020 broniła Austriaczka Nadine Fest. Tym razem zwyciężyła Norweżka Marte Monsen.
W poszczególnych klasyfikacjach triumfowały:
- zjazd:  Lisa Grill
- slalom:  Andreja Slokar
- gigant:  Marte Monsen
- supergigant:  Jasimna Suter

## Puchar Europy w narciarstwie alpejskim mężczyzn
U mężczyzn, Pucharu Europy z sezonu 2019/2020 bronił Norweg Atle Lie McGrath. Tym razem zwyciężył Austriak Maximilian Lahnsteiner
W poszczególnych klasyfikacjach triumfowali:
- zjazd:  Victor Schuller
- slalom:  Billy Major
- gigant:  Dominik Raschner
- supergigant:  Stefan Rogentin
- superkombinacja:  Joel Lütolf